# Észtország világörökségi helyszínei
Észtország területéről eddig két helyszín került fel a világörökségi listára, három helyszín a javaslati listán várakozik a felvételre.
| | Tallinn óvárosa |
| 1997, kismértékű határmódosítás: 2008 |                 |
| Kulturális (II)(IV) |                 |
| Védett terület: 113 ha, puffer zóna: 2253 ha, hivatkozás: 822 |                 |
| A dánok által a középkorban alapított Tallinn az észak-európai kereskedővárosok egyik olyan példája, ahol a történelmi városközpont szinte sértetlenül megmaradt. A Hanza-szövetség egyik központja volt, hajdani gazdagságáról számos kereskedőház, fényűző középület és templom tanúskodik. A korábban Revalnak nevezett település 1920-ban lett Észtország fővárosa és ekkor kapta a Tallinn nevet. Az Óváros magja a Dómhegyen található, amelyet tornyokkal megerősített falakkal védelmeztek. Legfontosabb épülete a Szűz Mária-templom (a Dóm), amelyet 1230-ban kezdtek el építeni. A Városháza téren álló gótikus stílusú városháza a 14. századból származik. Figyelemre méltó még a fafaragványokkal gazdagon díszített Szentlélek-templom, a 13. vagy a 14. században alapított Szent Miklós-templom, valamint a Szent Olaf-templom. Az alsóváros a mai napig őrzi a középkorra jellemző szabálytalan úthálózatát, számos városi palotát és kereskedelmi célokra használt magánépületeket. |                 |

| | Struve földmérő vonal |
| Észtország, Fehéroroszország, Finnország, Lettország, Litvánia, Moldova, Norvégia, Oroszország, Svédország és Ukrajna közös világörökségi helyszíne. |                       |
| 2005 |                       |
| Kulturális (I)(IV)(VI) |                       |
| Hivatkozás: 1187 |                       |
| A 19. századra a háromszögeléses módszer módszer már elérte azt a fejlettségi szintet, hogy rendszeresen alkalmazták a földméréseknél. Friedrich Georg Wilhelm von Struve német csillagász eldöntötte, hogy ezzel a módszerrel pontosan meghatározza a Föld formáját és nagyságát. A méréseket úgynevezett háromszögelési technikával, mérőpontok által meghatározott háromszöghálózat segítségével végezték. A munkát 1816-ban kezdték el és majdnem negyven évvel később 1855-ben fejezték be. A cél a tartui meridián, a Tartu városán áthaladó hosszúsági kör pontos megmérése volt. A tíz országon (Norvégia, Svédország, Finnország, Oroszország, Észtország, Lettország, Litvánia, Fehéroroszország, Ukrajna, Moldovai Köztársaság) áthaladó földmérő vonal a Jeges-tengertől a Fekete-tengerig húzódik, hossza 2820 kilométer, 258 háromszögből és 265 felsőrendű és 60 alsórendű pontból áll. A telepített mérési pontokból napjainkra 34 maradt meg. |                       |

## Elhelyezkedésük
| Észtország világörökségi helyszínei   |
| ------------------------------------- |
| Tallinn óvárosa Struve földmérő vonal |